# Sciades granulicollis
Sciades granulicollis är en skalbaggsart som först beskrevs av J. Linsley Gressitt 1938.  Sciades granulicollis ingår i släktet Sciades och familjen långhorningar.
Artens utbredningsområde är Taiwan. Inga underarter finns listade i Catalogue of Life.